# 田村やよひ
田村 やよひ（たむら やよひ、1948年 - ）は、日本の看護学者、保健師・看護師。博士（保健学）。静岡県出身。元国立国際医療センター国立看護大学校学校長、前日本赤十字九州国際看護大学学長。公益財団法人日本訪問看護財団理事長。日本看護科学学会理事長を歴任。2022年、瑞宝中綬章受章。
厚生省では、看護職員の需給見通しの策定、在宅看護や精神看護学を強化するための看護教育カリキュラムの改正に取り組んだ。性別によって異なっていた資格の名称を統一した保健師助産師看護師法の改正、新人看護師・助産師の臨床能力向上を図るための卒後研修の仕組みの検討を行った。

## 略歴
学歴
- 1948年 静岡県に生まれる
- 1969年 東京大学医学部付属看護学校卒業
- 1970年 神奈川県立衛生看護学院卒業
- 1976年 法政大学社会学部応用経済学科卒業
- 1990年 聖路加看護大学大学院看護学研究科修士課程修了
- 1993年 東京大学大学院医学系研究科博士後期課程修了

職歴
- 1976年 筑波大学附属病院開設準備室技官・同看護婦長
- 1979年 筑波大学医療技術短期大学部看護学科にて助手、講師、助教授を歴任。
- 1993年 厚生省入省、健康政策局看護課課長補佐
- 1997年 厚生省看護研修研究センター所長
- 1999年 厚生労働省医政局看護課長
- 2006年 国立看護大学校長
- 2016年 日本赤十字九州国際看護大学学長（2020年まで）

## 著書
- 『私たちの拠りどころ保健師助産師看護師法』日本看護協会出版会 、2022年